# Henry Delvaux de Fenffe

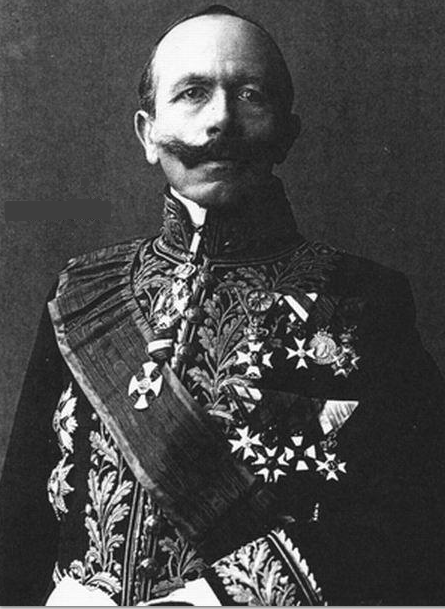
Henry Delvaux de Fenffe

Henry Charles Marie Adolphe Delvaux de Fenffe (Luik, 31 augustus 1863 - Ukkel, 18 april 1947) was een Belgisch politicus voor de Katholieke Partij.

## Levensloop
Henri Delvaux was een zoon van Charles-Adolphe Delvaux en van Laure Dewandre. In 1908 kreeg hij vergunning, samen met een paar andere familieleden, om de Fenffe aan zijn familienaam toe te voegen, een naam van een oude heerlijkheid die in 1784 eigendom was geworden van de voorvader Theodore Delvaux (1731-1822). In 1912 verkreeg hij opname in de erfelijke adel en in 1919 werd hem de titel van baron toegekend, overdraagbaar per mannelijke eerstgeboorte. Hij trouwde in 1907 met Agnès Belpaire (1887-1979) en ze kregen zes dochters. Van overerving van de titel kwam dus niets in huis en is deze familietak in de mannelijke lijn uitgedoofd.
Delvaux promoveerde tot doctor in de letteren en wijsbegeerte (1884) en doctor in de rechten (1885) aan de Universiteit Luik. Hij begon een politieke loopbaan als gemeenteraadslid van Bovigny (1890-1895) en als provincieraadslid (1895-1898).
Op 24 juli 1898 werd hij verkozen om Emile Van Hoorde op te volgen als katholiek volksvertegenwoordiger voor het arrondissement Bastenaken. In 1900 werd hij dit voor het arrondissement Aarlen-Marche-Bastenaken en bleef dit tot 1908.
In april 1908 werd hij benoemd tot provinciegouverneur in Luik, een ambt dat hij bekleedde tot in 1919. Na de oorlog werd hij koninklijk commissaris voor de verwoeste gewesten in de provincies Luik, Namen en Luxemburg. Hij hernam vervolgens, eerder ongewoon, de actieve politiek en werd in 1926 verkozen als provinciaal senator voor de Katholieke Partij in Luxemburg, een mandaat dat hij tot in 1936 uitoefende.

## Publicaties
- Les travaux publics, Luik, 1908
- Les habitations ouvrières, Luik, 1909
- La formation de la jeunesse. L'éducation physique, Luik, 1910.
- La science du plein air, Luik, 1911.
- La science de l'alimentaion populaire, Luik, 1912.
- La science de l'adaptabilité de la jeunesse, Luik, 1913.